# Евдос
Ѐвдос (на гръцки: Εύδος) е село в Егейска Македония, Гърция, в дем Касандра в административна област Централна Македония. Евдос е разположено на източния бряг на полуостров Касандра - най-западният ръкав на Халкидическия полуостров, на километър източно от Криопиги. Има население от 24 души (2001).